# Philip Henslowe
Philip Henslowe (Lindfield, 1550 circa – Londra, 6 gennaio 1616) è stato un impresario teatrale inglese.

## Biografia
Nato in un piccolo villaggio del West Sussex, nel 1570, presumibilmente all'età di 20 anni si recò a Londra dove iniziò l'attività di capocomico che lo portò a dirigere e, successivamente, con i capitali acquistati in seguito al matrimonio con una ricca vedova, a divenire proprietario di alcuni teatri londinesi nei quali vennero recitati molti drammi elisabettiani: The Rose, il Fortune Theatre (dove ebbe come socio il celebre attore Edward Alleyn, suo genero per aver sposato la figliastra Joan Woodward), e infine il teatro The Hope. Su consiglio di Alleyn, Henslowe fra il 1593 e il 1596 fece rappresentare 55 lavori teatrali di Thomas Dekker, George Chapman, Michael Drayton e Thomas Heywood, Christopher Marlowe ed altri.

## IlDiario
L'importanza di Henslowe è legata soprattutto al suo "Diario", che venne pubblicato integralmente solo nel 1845 e costituisce una preziosa fonte per la storia del teatro elisabettiano. Più che un diario nel senso abituale del termine, quello di Henslowe è un brogliaccio, scritto fra l'altro sul rovescio del libro mastro del cognato Ralph Hogge (di professione fabbro), in cui sono elencate le rappresentazioni teatrali, le entrate, le uscite, i contratti con gli attori o con gli autori, le attrezzature acquistate o noleggiate, i costumi teatrali costosi, ecc. In un'epoca in cui molti lavori teatrali erano frutto della collaborazione fra diversi autori, il diario permette di attribuire la paternità di numerosi drammi dell'età elisabettiana.

## Omaggi e citazioni
Il personaggio di Philip Henslowe appare nel film Shakespeare in Love, interpretato da Geoffrey Rush che lo connota come un uomo piuttosto nevrotico. L'esistenza di un rapporto personale o di lavoro tra Henslowe, la sua compagnia e William Shakespeare è, secondo Bryson, senza prove in quanto nel diario non vi è segnato nessun riferimento alla messa in scena delle opere di Shakespeare da parte della compagnia. 
Purtroppo il diario ci è pervenuto incompleto e mancante dei possibili riferimenti alle opere di Shakespeare a seguito di un danneggiamento dello stesso da parte di Edmond Malone il secolo precedente alla sua pubblicazione.